# Giovanni Antonio Amadeo
Giovanni Antonio Amadeo, född omkring 1447 och död 1522, var en italiensk bildhuggare och arkitekt.

## Biografi
Giovanni Antonio Amadeo var Norditaliens störste konstnär under övergångstiden från gotik till renässans. Amadeos förnämsta byggnadsverk blev huvudfasaden på kyrkan vid klostret Certosa di Pavia, där den utomordentligt sirliga och färgrika dekorationen, särskilt i nedra partiet tillhör Amadeo. Han arbetade även på domen i Milano och utförde dess mittkupol. Amadeos förnästa skulpturverk är två gravvårdar i Capella Colleoni vid Santa Maria Maggiore i Bergamo.